# Galileis Paradoxon

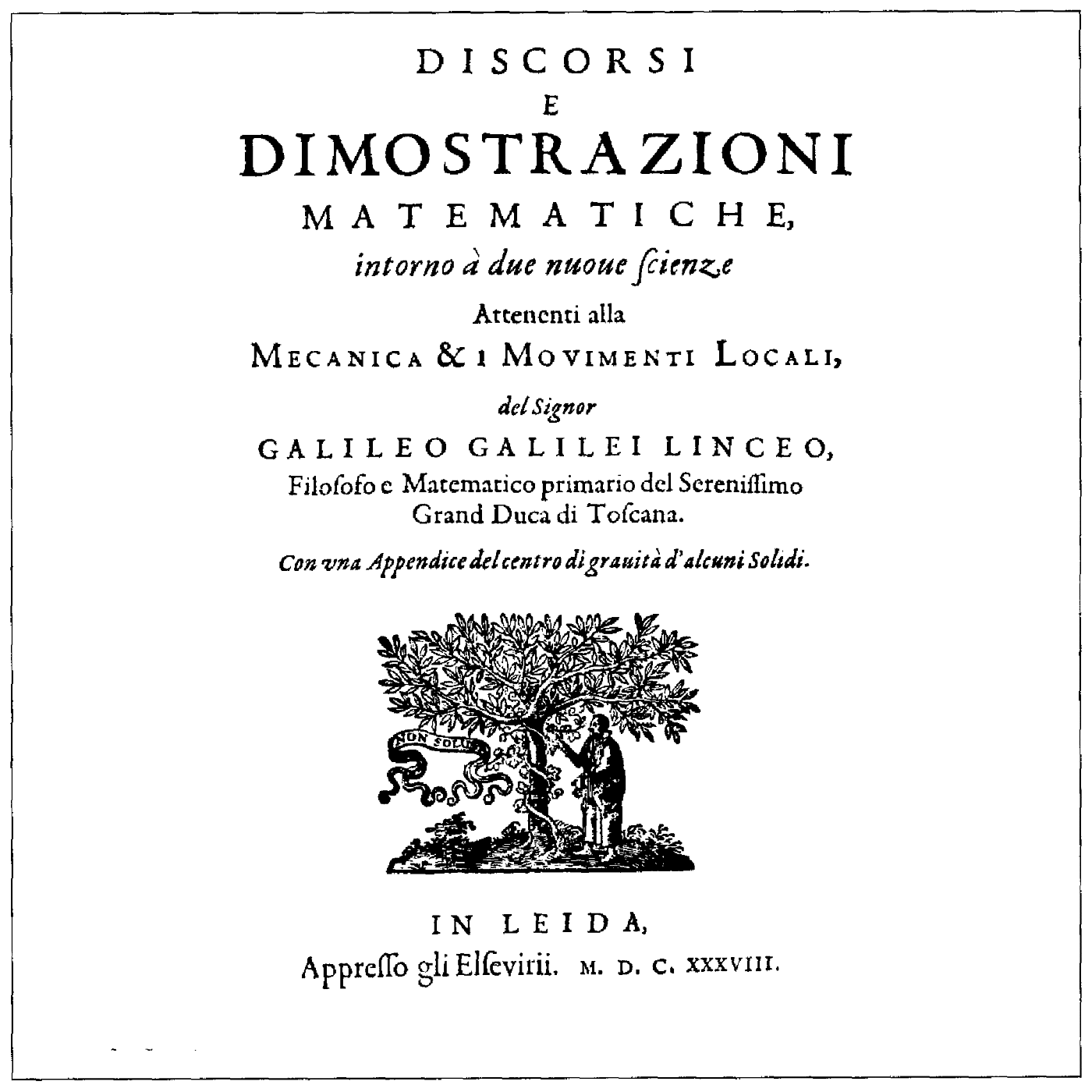
Titelblatt, Galileo Galilei: Discorsi e Dimostrazioni Matematiche Intorno a Due Nuove Scienze, Elzevier, Leiden 1638

Galileis Paradoxon auch Paradoxon des Galileo oder Galileos Paradoxon ist ein Paradoxon über unendliche Mengen.
Es wurde von dem italienischen Gelehrten Galileo Galilei in seinen Discorsi e dimostrazioni matematiche 1638 veröffentlicht. Das war eines der Paradoxa des Unendlichen, mit denen sich Galilei beschäftigte. In der Zeit vor der Entdeckung der Infinitesimalrechnung musste er für die Beschreibung kontinuierlicher Bewegung auf andere Hilfsmittel und Näherungen zurückgreifen, was ihn mit Paradoxien in der Art der klassischen Paradoxa des Zenon von Elea konfrontierte.
Die Idee, unendliche Mengen als Mengen zu definieren, die echte Teilmengen ihrer selbst sind, wird vor Galilei Logikern bis in das Mittelalter (wie Adam Parvipontanus) und auch Autoren des Altertums (Plutarch, Proklos) zugeschrieben, im 19. Jahrhundert auch Bernard Bolzano.

## Aussage
Galilei stellte fest, dass die natürlichen Zahlen und die Quadratzahlen zwei gleich große Mengen bilden, denn man kann jeder natürlichen Zahl ihr Quadrat und umgekehrt jeder Quadratzahl ihre ganzzahlige Wurzel zuordnen.
Natürliche Zahlen: {\displaystyle \left\{1,2,3,4,5,6,7,\ldots \right\}}
Quadratzahlen: {\displaystyle \left\{1,4,9,16,25,36,49,\ldots ,\right\}}
Andererseits bilden die Quadratzahlen eine echte Teilmenge der Menge der natürlichen Zahlen, es gibt also offenkundig „mehr“ natürliche Zahlen als Quadratzahlen.
Die Galilei repräsentierende Figur des Salviati stellte in Galileis Discorsi das Argument vor und bemerkt, es wäre ein Beispiel dafür, was passiert, wenn wir mit unseren endlichen Gehirnen versuchten, das Unendliche zu verstehen und diesem Eigenschaften zuschreiben, die nur für das Endliche gelten. Schließlich kam er zur Schlussfolgerung, man könne bei unendlichen Mengen keine Ordnungsrelation (größer, gleich, kleiner) definieren, was später im 19. Jahrhundert von Georg Cantor nach dessen Entdeckung überabzählbarer Mengen widerlegt wurde.

## Heutige Interpretation
In der heutigen Sicht der Mengenlehre, die auf Mathematiker wie Richard Dedekind und Georg Cantor zurückgeht, werden Mengen als gleichmächtig angesehen, wenn es eine Bijektion zwischen beiden Mengen gibt. Alle abzählbaren Mengen sind deshalb gleichmächtig.
Galileis Paradoxon wird im heutigen Zugang zur Definition unendlicher Mengen benutzt. Eine Menge ist genau dann unendlich, wenn sie gleichmächtig zu einer ihrer echten Teilmengen ist.